# Tavernay
Tavernay este o comună în departamentul Saône-et-Loire, Franța. În 2009 avea o populație de 519 de locuitori.

## Evoluția populației
| An        | 1975 | 1982 | 1990 | 1999 | 2006 | 2009 |
| --------- | ---- | ---- | ---- | ---- | ---- | ---- |
| Populație | 411  | 447  | 509  | 520  | 519  | 519  |